# Eurostar Italia

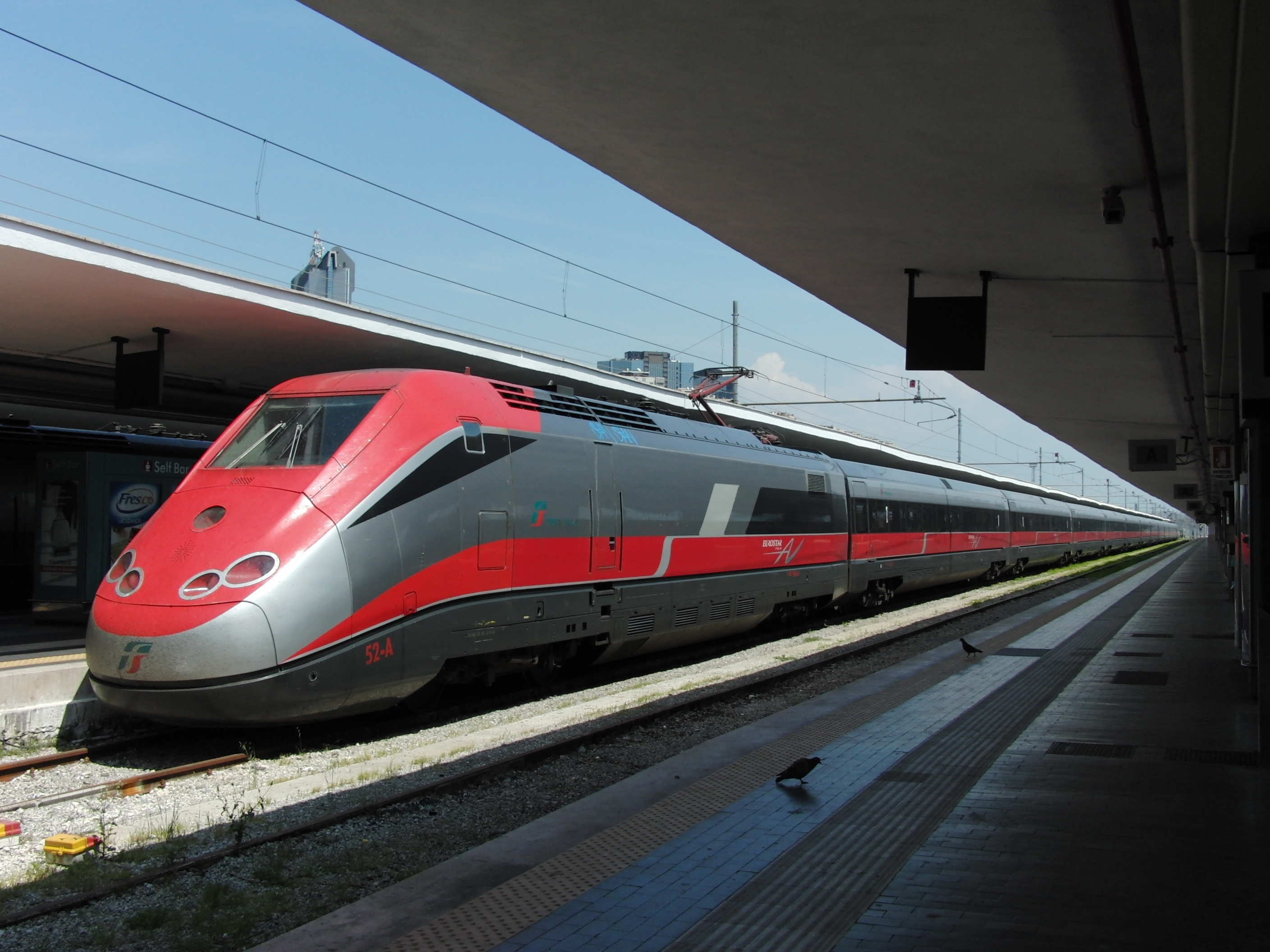
Un tren Eurostar Italia (modelo ETR 500).

Eurostar Italia era el nombre del servicio de más alta categoría de la operadora estatal de trenes de pasajeros Trenitalia, entre 1997 y diciembre de 2012. Fue sustituida en enero de 2013 por las categorías "Frecciarossa" para los itinerarios de alta velocidad, "Frecciargento" para los itinerarios radiales con centro en Roma y "Frecciabianca" para trayectos de larga distancia por la red ferroviaria convencional.
No debe confundirse con el servicio de trenes de alta velocidad "Eurostar", que une la ciudad de Londres con las ciudades de París y Bruselas a través del Eurotúnel.

## Generalidades
Las formaciones Eurostar Italia unen las principales ciudades italianas utililzando trenes veloces como los ETR 450, 460, 480 y 500.
Si bien algunos de estos trenes están en condiciones de alcanzar los 300 km/h, su velocidad de servicio depende directamente de las características de la línea por la cual circulan.
Actualmente en Italia, ninguno de estos trenes opera a velocidades superiores a los 250 km/h, excepto la nueva versión de los ETR 500 (versión AV) que circulan por las nuevas líneas Roma-Nápoles, Nápoles-Salerno, Roma-Florencia, Bolonia-Florencia, Milán-Bolonia y Milán-Turín.
Los ETR 450/460/480, (donde ET corresponde a “Elettrotreno” (Electrotrén) y R a "Rápido") son formaciones con “centro de gravedad” variable que permite que el tren “pendular” para contrarrestar la fuerza centrífuga en curvas. Por este mecanismo nace el nombre de “Pendolino” usado para estos trenes.
El ETR 500 no tiene “centro de gravedad” variable y por esta razón no es apto para todas líneas. Puede desarrollar todas sus prestaciones solo en las líneas de alta velocidad.
Los electrotenes ETR con “centro de gravedad” variable desarrollan en líneas “tradicionales” velocidades superiores hasta en un 30% al resto de las composiciones.
Resultan muy apropiados para territorios como los italianos, donde las líneas discurren por terrenos muy poco llanos.
Los ETR 500 están disponibles en versión “politensión” para poder funcionar con corriente alterna de 25000 V a 50 Hz y con corriente continua a 3000 V.

## Eurostar Italia AV
A partir de la inauguración de las nuevas líneas de alta velocidad Roma-Nápoles y Turín-Milán, Trenitalia comenzò a prestar servicios en estos dos corredores a 300 km/h denominados "Eurostar Italia AV". Para estos servicios se utilizan trenes ETR 500. Desde fines de 2008 los servicios "Eurostar Italia AV" también se prestan en la línea de alta velocidad Milán-Bolonia.

## Eurostar City Italia
A partir del 10 de diciembre de 2006 se encuentran en servicio las formaciones "Eurostar City Italia" en reemplazo de algunos Eurostar. Se trata de trenes que ofrecen un confort superior a los trenes “Intercity” a un costo inferior al de los Eurostar “tradicionales”.
- Datos: Q252127